# Pensamento positivo
Pensamento positivo é uma corrente da psicologia aplicada, difundida frequentemente em cursos e seminários de treinamento ou motivação.
A ideia de pensamento positivo baseia-se na crença de que manter pensamentos centrados em temas positivos, de bem estar e sucesso pesssoal pode melhorar as condições psicológicas de um indivíduo e, consequentemente, trazer resultados realmente positivos ao alterar seu comportamento. Por outro lado, certas correntes místicas ou metafísicas acreditam que o pensamento positivo pode influenciar a realidade ao alterar o pensamento de outras pessoas e atrair acontecimentos positivos para o indivíduo que o pratica.
Usando o exemplo do sorriso, cada vez que você sorri, você faz uma massagem de bem-estar no seu cérebro. O ato de sorrir ativa as mensagens neurais que beneficiam sua saúde e felicidade.  Por isso o simples fato de sorrir todos os dias, ativa a liberação de neuropeptídeos que atuam no combate ao estresse. Os neuropeptídeos são moléculas minúsculas que permitem que os neurônios se comunicam. São eles que ajudam o corpo inteiro quando estamos felizes, tristes, zangados, deprimidos ou excitados. Os neurotransmissores do bem-estar - dopamina, endorfina e serotonina - são liberados quando um piscar também no rosto. Isso não só relaxa seu corpo, mas também pode diminuir sua freqüência cardíaca  e pressão arterial.

## Representantes conhecidos
- James Allen
- Dale Carnegie
- Émile Coué
- Jürgen Höller
- Raymond Hull
- Wallace D. Wattles
- Joseph Murphy
- Norman Vincent Peale
- Tom Peters
- Anthony Robbins
- Ulrich Strunz
- Bodo Schäfer
- Brian Tracy
- Erhard F. Freitag
- Kenneth Hagin
- Lair Ribeiro
- Celso Charuri
- Edir Macedo
- R. R. Soares
- Rhonda Byrne